# Fiorenzo di Lorenzo

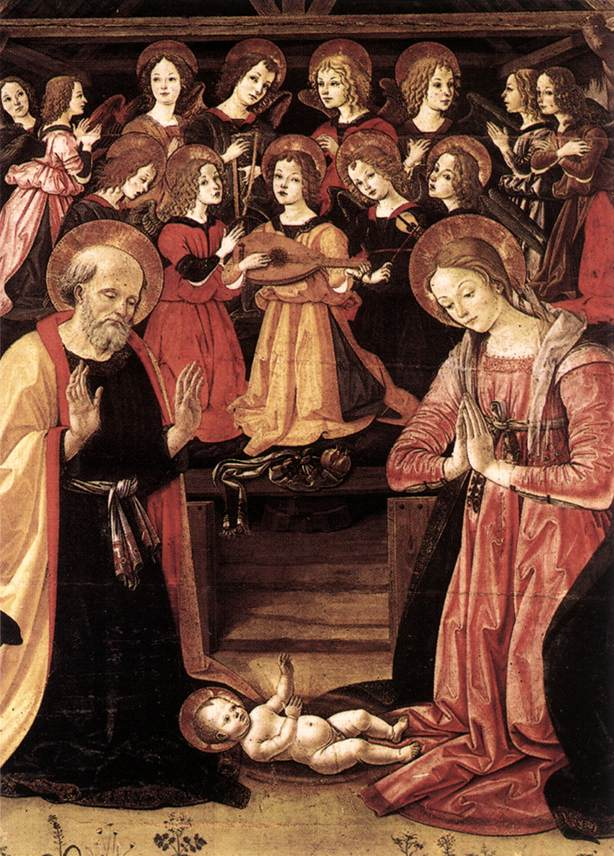
Fiorenzo di Lorenzo - Konungarnas tillbedjan (ca 1490). Galleria Nazionale dell'Umbria, Perugia.

Fiorenzo di Lorenzo, född cirka 1440 i Perugia, död 1522 i Perugia, var en italiensk målare, tillhörande den umbriska skolan. 
Fiorenzo di Lorenzo tog intryck av Andrea del Verrocchio och införde den florentinska renässansen i Perugia. Perugias piakotek bevarar flera målningar av Fiorenzo di Lorenzo, bland annat en triptyk med madonnan och helgon.